# Galactische Federatie (ufologie)

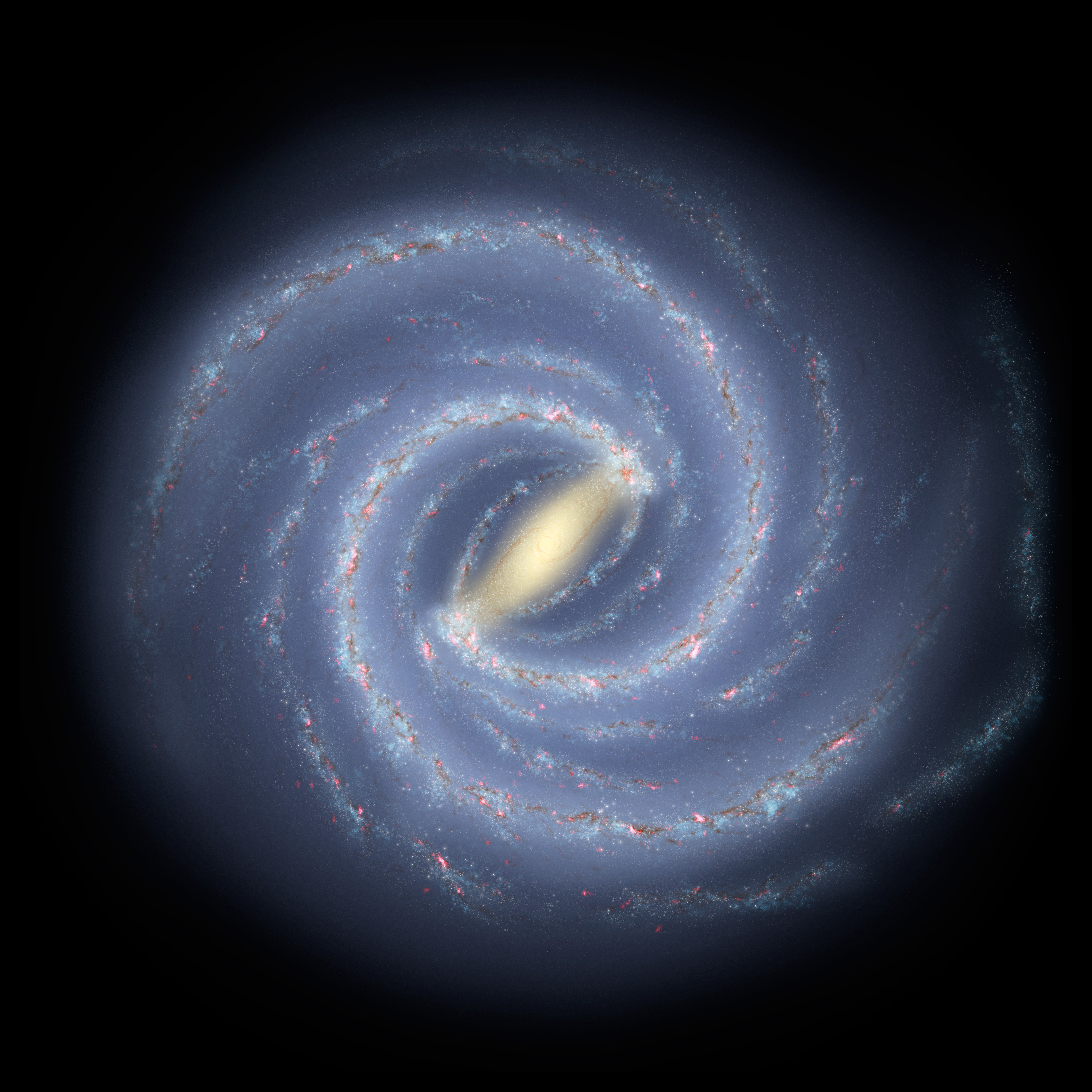
Artistieke impressie van onze Melkweg

De Galactische Federatie (Engels: Galactic Federation) is een verondersteld samenwerkingsverband van buitenaardse beschavingen binnen het Melkwegstelsel. Deze interdimensionale raad zou door middel van channeling zijn geopenbaard aan onder andere Sheldan Nidle, oprichter van het Ground Crew Project. Het idee dat een dergelijke federatie zou bestaan, is populair binnen ufo-religies en bepaalde new age-bewegingen. Ook komt deze federatie voor in vele sciencefictionverhalen.

## Beschrijving
Volgens de geschriften van de Church of Scientology vond er 75 miljoen jaar geleden een galactische oorlog plaats tussen de 26 sterren die nu de Galactische Federatie zouden vormen. Naar aanleiding van deze oorlog zou de Galactische Federatie zijn opgericht.
Het doel van de federatie zou zijn om oorlogen zoals deze in de toekomst te voorkomen en galactische conflicten vreedzaam op te lossen. De Galactische Federatie zou bestaan uit honderdduizenden leden, waaronder de Arcturianen, Pleïadiërs, Syrianen, Lyrans en Andromeanen. De federatie zou bestuurd worden door een grote raad, bestaande uit kleinere raden, en de hiërarchie tussen leden onderling zou bepaald worden door hun spirituele ontwikkeling. De hoogst ontwikkelde leden zouden lichtwezens zijn die de wil van God vertolken.

## Israëlische ex-ruimtevaartbaas
Voormalig hoofd van Israëls militaire ruimteprogramma Haim Eshed heeft in 2020 beweerd dat buitenaardse wezens in de loop der jaren contact hebben gelegd met vertegenwoordigers van de Verenigde Staten en Israël. Tijdens een interview met de Hebreeuwstalige krant Yediot Aharonot zei de professor en gepensioneerd Israëlisch generaal dat de mensheid nog niet klaar is voor contact met buitenaardsen. Eshed vertelde de krant dat buitenaardse wezens al onder ons zijn op Aarde, en dat verschillende soorten een "Galactische Federatie" hebben gevormd, verwant aan die in Star Trek, volgens vertalingen van de Jerusalem Post. Deze "Galactische Federatie" zou zichzelf geheimhouden om hysterie te voorkomen totdat de mensheid er klaar voor zou zijn.
NASA gaf een verklaring vrij nadat deze beweringen viraal gingen en schreef dat de zoektocht naar buitenaards leven nog steeds gaande is.